# Batara Guru
Batara Guru (malaiisch), Tagalog Bathala, ist in der südostasiatischen Mythologie der Ranghöchste aller göttlichen Wesen, der sogenannten Dewa und Dewata bzw. Diwa und Diwata (Sanskrit: देव), und meist der Erschaffer der Menschen. Je nach Region verändert sich sein Name. So kennt man ihn auch als Sang Hyang Jagadnata (Herrscher des Universums), Bathalang Maykapal (allmächtiger Gott) oder als Sang Hyang Girinata (Herrscher der Berge). Der letzte Name entstand aus der Vorstellung, dass in Urzeiten alle Königreiche auf Bergen gewesen sein sollen.
Je nach Insel und Region Südostasiens gibt es z. T. Unterschiede bei mythologischen Erzählungen, weswegen Ungereimtheiten zwischen verschiedenen Geschichten durchaus üblich sind. So findet man in vielen Geschichten über Batara Guru und andere Götter oder legendäre Helden Südostasiens klare Einflüsse der Mahabharata und der Ramayana, welche sich besonders stark in Indonesiens Wayang äußern. Zudem haben die Erzählungen auf Indonesien islamische Referenzen, während sie auf den Philippinen christliche Anlehnungen vorweisen. Gemeinsam ist allen Geschichten der größte Gegenspieler des Menschenvaters: das Urwesen Naga Padoha (Bakunawa). Es ist eine riesige Schlange und der Herrscher über die Unterwelt. Sie ist so groß, dass sie den Mond verschlingen kann. Meist werden die südostasiatischen Mythen mündlich an die nächste Generation weitergegeben.

## Batara Gurus Kinder
Auf Luzon erzählt man, dass Bathala drei Kinder, einen Sohn und zwei Töchter,  mit einer menschlichen Frau habe. Sie heißen Apolaki (Adlaw / Arao), Kriegsgott und Hüter der Sonne, Mayari (Bulan), Göttin des Mondes, und Tala, der Morgenstern. Je nach Region kann auch die Göttin Hanan, die Morgenröte, zu dieser Familie gehört, entweder als Tochter oder Schwester der Mondgöttin. 
Auf Java hat der Göttervater Batara Guru acht Söhne mit seiner Frau Dewi Uma. Dort heißen sie:
- Batara Indra
- Batara Bayu
- Batara Wisnu
- Batara Brahma
- Batara Kala
- Batara Sakra
- Batara Mahadewa
- Batara Asmara

## Sitz des Gottes
Das Königreich der Götter und somit Sitz Batara Gurus ist Kahyangan („Reich der Gottheiten“), auch bekannt als Kadewatan (indon./Tag./Mal.: Reich der Dewa) oder Kaindran (Reich des Indra, der die Götter beaufsichtigt, vgl. Indra) bzw. Kaluwalhatian (Tag.: Reich der Himmel).

## Batara Guru im Wayang
Während im philippinischen Archipel der Schöpfer der Menschen als eines der Urwesen beschrieben wird und sich das Recht auf Herrschaft erkämpft, wird er im Wayang als Sohn des Göttervaters Sang Hyang Tunggal dargestellt. Dieser schmiss ein Ei auf die Erde und erzeugte dadurch drei Götter. Der älteste war Togog (Tedjomantri), der König der Riesen, erschaffen aus der Eierschale. Der zweite Sohn war Semar (in anderen Legenden: Sang Hyang Ismoyo), der aus dem Eigelb entstand. Und der Jüngste war Sang Hyang Manikmoyo  (Sang Hyang Manikmaya in Anlehnung an indische Geschichten), erschaffen durch das Eiweiß. Als göttlicher Herrscher erhielt er die Namen Guru / Batara Guru / Bathala. 
Batara Guru wird meist mit vier Armen und Händen dargestellt. Die Legende sagt, dass dies mit einer Lichtgestalt zusammenhängt, die zunächst als Baby erschien und sich dann in ein wunderschönes Mädchen verwandelte. Batara Guru wollte sie fangen, aber was immer er auch versuchte, sie entwischte ihm. Er bat seinen Vater um Hilfe und dieser gab ihm zwei weitere Arme und Hände. Damit gelang es Batara Guru das Mädchen zu fangen. Er nannte sie Uma und sie wurde später seine erste Frau.
Je nach Geschichte erhielt Batara Guru die Berechtigung über die Götter zu herrschen entweder von Sang Hyang Wenang, dem Aufseher der Götter oder seinem Vater. Er wurde auserkoren, da er von den drei Söhnen die besten Fähigkeiten für einen Führer aufwies, wohingegen die anderen beiden sich um den Thron stritten und verwandelt wurden. Seit seiner Herrschaft stellt Batara Guru sicher, dass alle göttlichen Wesen und Urgeister ihre Pflichten erfüllen. Seine beiden Brüder stehen ihm als Berater zur Seite.

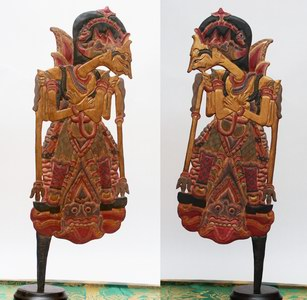
Batara Guru, Wayang Klitik aus Ostjava, Mitte des 19. Jahrhunderts

Als junger Gott war Batara Guru von so überragender Schönheit und Makellosigkeit. Er war jedoch so selbstverliebt, dass sein Vater gezwungen war ihm einige Fehler anzuhängen.
Beim Kontakt mit Menschen wird er meist von Batara Narada begleitet. Dieser ist der einzige, den Batara Guru bei allen möglichen Gelegenheiten zu Rate zieht. Häufig diskutieren sie heftig. Bei einer dieser Debatten wurde Batara Guru sehr ärgerlich und nannte Batara Narada, der bis dahin über einen schönen, jugendhaften Körper verfügte, einen „wirklich hässlichen Gnom“ und sofort wurde das göttliche Wort Wirklichkeit. Da solche Worte nicht mehr zurückgenommen werden können, blieb ihm diese Gestalt. Batara Guru tat diese Sache leid und er gelobte sich nie wieder derart hinreißen zu lassen. Von da an war die Sprache zwischen den beiden von ausgesuchter Wortwahl und Höflichkeit.

## Schöpfungsgeschichte
Im Folgenden werden verschiedene Varianten der südostasiatischen Schöpfungsgeschichte aus unterschiedlichen Regionen der Archipele präsentiert, um Ähnlichkeiten und Unterschiede der Erzählungen hervorzuheben. In diesen erschafft Batara Guru, bzw. Bathala, die Menschen.

### Schöpfungsgeschichte auf Sumatra
Batara Guru formte die Erde und ist Vorfahre aller Menschen. Eine Schwalbe erzählte Batara Guru eines Tages, dass seine Tochter, Boru Deak Parudjar aus dem Himmel in die endlose See darunter gesprungen sei. Batara Guru zögerte nicht und überreichte dem Vogel Erde und befahl ihm, diese über dem Wasser zu zerstreuen, so dass seine Tochter darauf gehen könne.
Aus der Erde formte sich Land und Batara Guru zerstreute Samen auf ihr, aus denen Pflanzen und Tiere erwuchsen.
Zu guter Letzt entsandte Batara Guru  eine Manifestation seiner selbst auf die Erde und bekämpfte und besiegte das Urwesen Naga Padoha (auf den Philippinen als Bakunawa bekannt), eine riesige Schlange, der Herrscher über die Unterwelt. Als er die Schlange besiegt hatte, durfte Batara Guru um die Hand von Boru Deak Parudjar anhalten und beide wurden die Eltern der ersten Menschen.

### Schöpfungsgeschichte auf Luzon
Am Anfang als die Erde noch jung war, existierten nur drei Wesen Bathala, Aman Sinaya und Amihan. Bathala war der Gott der Himmel (Tag.: Langit), Aman Sinaya die Göttin der Meere (Tag.:Linaw/Dagat). Beide stritten und bekämpften sich jeden Tag. Bathala nutzte seine Blitze und Donner, und Aman Sinaya ihre Wellen und Taifune.
Aman Sinaya entschied eines Tages, ihren Sturm in die Himmel zu entsenden, um dort Unruhe zu stiften. Bathala warf Gesteinsbrocken vom Himmel, um seine Rivalin zu bekämpfen, und schuf somit  das Land. Amihan, der Nordwind, der zwischen dem Reich der Himmel und des Wassers existierte, entschied, den Kampf der beiden Götter zu beenden. Er verwandelte sich in einen Vogel und flog immerzu zwischen den beiden Welten hin und her, bis diese durch seinen Wind aneinander rückten – so weit, dass sich beide Welten berührten. Daraufhin entschlossen sich die beiden streitsüchtigen Götter zu einem Waffenstillstand, arbeiteten fortan zusammen und wurden Freunde.
Als Zeichen dieser Freundschaft pflanzte Bathala einen Samen jenseits des Meeresbodens. Dieser wurde eine mächtige Bambussprosse, die weit aus dem Meer ragte. Amihan, der Nordwind, der die Gestalt eines Vogels angenommen hatte, bemerkte, dass Stimmen aus der Sprosse kamen: „Nordwind, Lieber Nordwind! Lass uns bitte heraus!“ Amihan pickte an der Sprosse, welche daraufhin längs in zwei gleich große Hälften zersprang, aus jeder Hälfte stieg ein Menschenwesen, ein Mann und eine Frau. Amihan nannte sie Malakas (dt.: stark) und Maganda (dt.: hübsch). Er brachte sie an Land, wo sie fortan ihr Leben verbrachten.
Malakas und Maganda sahen, dass alle Wesen, denen sie begegneten, Nachkommen mit ihren Partnern zeugten, und wollten es ihnen gleichtun. Doch da sie Geschwister waren, war es ihnen verboten. Und so fragten sie Bathala, wie sie sich denn fortpflanzen könnten. Bathala antwortete, dass dies nur möglich sei, wenn jedes Wesen den beiden ihren Segen für eine Vermählung geben würde. Und so reisten die beiden Menschen durch die noch junge Welt und fragten die Schildkröte (tag.: Pagong), das Krokodil (tag.: Buhaya), den Nordwind und jedes Wesen um Erlaubnis. Als sie diese erhielten, zeugten beide Millionen Kinder.

### Schöpfungsgeschichte auf den Visayas
Zu Beginn der Zeit existierten lediglich drei übermächtige Gottheiten, Bathala, Ulilang Kaluluwa und Galang Kaluluwa. Sie waren die einzigen Wesen im Himmel und kannten sich gegenseitig nicht. Bathala kümmerte sich stets um die Erde, während Ulilang Kaluluwa, eine riesige Schlange, in den Himmeln wohnte. Galang Kaluluwa war ein beflügeltes Wesen, auf Wanderschaft durch die Leeren des Universums.
Bathala wollte wegen seiner großen Einsamkeit auf der Kargheit der Erde Leben erschaffen, doch aus der toten Erde konnte er nichts formen. Ulilang Kaluluwa hingegen besuchte viele Orte und fand die Erde liebreizend. Dort trafen die beiden Götter aufeinander. Ulilang Kaluluwa war unzufrieden mit der Existenz eines anderen Gottes und forderte Bathala heraus; der Gewinner sollte über das Universum herrschen. Nach drei Tagen und drei Nächten Kampf tötete Bathala die Schlange. Doch anstatt sie ehrenvoll zu begraben, verbrannte er den Leichnam auf der Erde.
Nach etlichen Jahren geschah es, dass Galang Kaluluwa auf Bathalas Heimat landete. Dieser hieß die geflügelte Gottheit willkommen und lud sie ein, in seinem Reich zu wohnen. Die Freundschaft beider wuchs sehr tief und stark. Doch Galang Kaluluwa wurde krank. Die Gottheit gab ihrem Freund Bathala den Auftrag, ihre Überreste dort zu begraben, wo er zuvor Ulilang Kaluluwa verbrannte. Bathala tat, wie ihm befohlen, und aus der Ruhestätte der beiden Götter wuchs ein großer einstämmiger Baum, an dem wiederum Nüsse wuchsen. Dies war die erste Palme.
Bathala nahm die Nuss, schälte sie und bemerkte, dass das Innere der Nuss hart war. Er betrachtete die Nuss und sah, dass sie Galang Kaluluwas Kopf ähnelte, denn die Nuss besaß zwei Augen, eine platte Nase und einen runden Mund. Die Blätter der Palme erinnerten ihn an die Flügel des Gottes, doch der Stamm hatte die Härte und die Hässlichkeit der Schlange Ulilang Kaluluwa.
Bathala erkannte, dass das Geschenk Galang Kaluluwas an ihn war, dass er durch die Pflanze und die Nuss alles Leben auf der Erde erschaffen könne. So erschuf er aus der Palme weitere Pflanzen, Tiere und schließlich Menschen. Er entdeckte, das man das Fleisch der Nuss essen konnte, den Saft trinken, aus den Blättern Matten, Hüte und Besen fertigen und aus den Fasern der Pflanze Seile und Kleidung herstellen konnte.